# Vitório Gheno
Pour les articles homonymes, voir Gheno.
Vitório Gheno, né en 1923 à Muçum, est un artiste brésilien .
Jeune homme, il fréquente régulièrement la Livraria do Globo. Sa facilité à dessiner le mène à montrer ses œuvres à l'Editora Globo, qui l'embauche et où il illustre des dizaines de nouvelles d'écrivains de renom.
En 1942, il participe au premier Salon des Arts Plastiques de Porto Alegre et, en 1945, il s'installe en Argentine, pour travailler dans la publicité, où il reste deux ans. De retour à Porto Alegre, il réalise sa première exposition et remporte un prix au Brésil. Il commence à travailler pour le journal Correio do Povo.
Il est connu pour sa ligne ferme et légère, et pour ses couleurs vibrantes, ayant créé des milliers d'œuvres utilisant les techniques les plus variées, telles que l'huile, l'aquarelle, l'encre, la gouache, la lithographie, l'acrylique, la plume, la pointe sèche, le sanguine, le pastel, le charbon de bois, etc.
En 2009, il reçoit la mention élogieuse Pedro Weingärtner de la mairie de Porto Alegre.